# Чемпионат мира по биатлону 2009
44-й чемпионат мира по биатлону проходил в Пхёнчхане (Южная Корея) с 13 по 22 февраля 2009 года в рамках Кубка мира 2008/2009. Впервые чемпионат мира по биатлону прошел в Азии и в 4-й раз за пределами Европы.
Было разыграно 11 комплектов медалей, по 5 у мужчин и женщин в спринте, преследовании, масс-старте, индивидуальной гонке, эстафете и один комплект медалей в смешанной эстафете.
Хозяева чемпионата никогда не поднимались на подиум в рамках Кубка мира, чемпионата мира или Олимпийских игр. Из представителей азиатских стран, лишь женской сборной Китая удавалось завоёвывать медали чемпионатов мира.
Накануне чемпионата разразился крупный допинговый скандал. Допинг-пробы «A» и «B» трёх спортсменов сборной России, Екатерины Юрьевой, Альбины Ахатовой и Дмитрия Ярошенко дали положительный результат. Все три спортсмена были отстранены от участия в соревнованиях.

## Сложности чемпионата

### Трасса
Рельеф
Трасса в Пхёнчхане технически сложная, по этой причине биатлонисты неоднократно совершали падения на проходившем здесь этапе кубка мира 2007/2008. Ровных и пологих участков, по сравнению с другими трассами очень мало. Большая часть дистанции — резкие спуски и крутые подъёмы. К чемпионату мира организаторы пообещали упростить особо сложные участки трассы, однако изменения внесли лишь для мужчин — сделали более пологим спуск перед финишем. Непосредственно во время чемпионата, как и предполагалось, много участников падало, в их числе оказались и Магдалена Нойнер с Иваном Черезовым.
Снежный покров
Из-за положительной температуры воздуха, настоящего снега на трассе практически нет. Весь снег является искусственным, настрелянным из специальных снежных установок. Такой снег является крупным и существенно затрудняет скольжение. Также ветер наметает на трассу песок, что создаёт дополнительные трудности.
Перед чемпионатом мира температура воздуха достигала +16 °C, снег быстро таял. По этой причине часть трассы была закрыта для тренировок.
За сутки до старта соревнований были опасения, что спринтерские гонки будут отменены или перенесены, так как трасса была непригодна для полноценных соревнований. Однако за одну ночь организационный комитет успел привезти из хранилищ на трассу 2000 кубических метров снега и при помощи 500—600 человек распространить снег по всей трассе.

### Другое
Трудности биатлонистам доставляла и большая разница во времени с европейскими странами, относительно большая высота над морем (около 1000 м) и особенности национальной корейской кухни.

## Список стран-участниц
В чемпионате принимали участие спортсмены из 39 стран.
| Страна         | М  | Ж  |
| -------------- | -- | -- |
| Австралия      | 2  | 0  |
| Австрия        | 6  | 1  |
| Беларусь       | 5  | 5  |
| Болгария       | 4* | 4* |
| Великобритания | 5  | 4  |
| Венгрия        | 4* | 0  |
| Германия       | 6  | 6  |
| Гренландия     | 2  | 2  |
| Греция         | 2  | 1  |
| Испания        | 1  | 1  |
| Италия         | 5  | 5  |
| Казахстан      | 4* | 4* |
| Канада         | 4* | 4* |

| Страна           | М  | Ж  |
| ---------------- | -- | -- |
| Китай            | 4* | 6  |
| Латвия           | 4* | 4* |
| Литва            | 0  | 1  |
| Македония        | 2  | 0  |
| Молдова          | 2  | 3  |
| Новая Зеландия   | 0  | 1  |
| Норвегия         | 6  | 6  |
| Нидерланды       | 1  | 0  |
| Польша           | 5  | 5  |
| Республика Корея | 4* | 4* |
| Россия           | 6  | 5  |
| Румыния          | 1  | 4* |
| Сербия           | 4* | 0  |

| Страна    | М  | Ж  |
| --------- | -- | -- |
| Словакия  | 5  | 3  |
| Словения  | 5  | 3  |
| США       | 4* | 4* |
| Украина   | 6  | 6  |
| Финляндия | 4* | 4* |
| Франция   | 5  | 6  |
| Хорватия  | 1  | 5  |
| Чехия     | 5  | 5  |
| Швейцария | 5  | 1  |
| Швеция    | 5  | 5  |
| Эстония   | 4* | 4  |
| Япония    | 4* | 4* |

- — возможно, количество заявленных участников больше.

## Расписание
Церемония открытия чемпионата мира должна была состояться 13 февраля в 10:00 UTC, но была отменена из-за непогоды.
| Дата       | Время               | Дисциплина                                                    |
| ---------- | ------------------- | ------------------------------------------------------------- |
| 14 февраля | 07:45 UTC 10:15 UTC | Спринт, 7.5 км, женщины Спринт, 10 км, мужчины                |
| 15 февраля | 08:00 UTC 10:15 UTC | Преследование, 10 км, женщины Преследование, 12.5 км, мужчины |
| 17 февраля | 05:15 UTC           | Индивидуальная гонка, 20 км, мужчины                          |
| 18 февраля | 09:15 UTC           | Индивидуальная гонка, 15 км, женщины                          |
| 19 февраля | 09:00 UTC           | Смешанная эстафета, 4х6 км                                    |
| 21 февраля | 08:15 UTC 10:15 UTC | Масс-старт, 15 км, мужчины Эстафета, 4х6 км, женщины          |
| 22 февраля | 08:00 UTC 10:15 UTC | Масс-старт, 12.5 км, женщины Эстафета, 4х7.5 км, мужчины      |

Церемония закрытия прошла сразу после окончания мужской эстафеты, 22 февраля в 11:45 UTC.

## Таблицы медалей

### Страны
Представители 9 стран завоевали медали чемпионата мира, из них спортсмены 6 стран поднялись на верхнюю ступень пьедестала почёта. Словения и Хорватия завоевали свои первые медали в истории.
Сборная Норвегии впервые после чемпионата мира 2005 смогла завоевать более трёх золотых медалей и занять первое общекомандное место. Немецкая сборная на этом первенстве завоевала меньше всего медалей за последние пять лет и впервые за три года потеряла первую строчку в общекомандной классификации. Россия осталась на третьем месте по количеству золотых медалей, но поднималась на пьедестал почёта на пять раз меньше по сравнению с предыдущим годом. Австрия показала самый успешный результат в истории, завоевав три медали и став четвёртой в командном зачёте. Швеция и Франция выступили более успешно, чем на предыдущем чемпионате. Словакия завоевала свою вторую медаль в истории.
| Место | Страна   |   |   |   | Всего |
| ----- | -------- | - | - | - | ----- |
| 1     | Норвегия | 4 | 1 | 3 | 8     |
| 2     | Германия | 2 | 4 | 2 | 8     |
| 3     | Россия   | 2 | 1 | 3 | 6     |
| 4     | Австрия  | 1 | 2 | - | 3     |
| 5     | Швеция   | 1 | 1 | 1 | 3     |
| 6     | Франция  | 1 | - | 1 | 2     |
| 7     | Словения | - | 1 | - | 1     |
| -     | Словакия | - | 1 | - | 1     |
| 9     | Хорватия | - | - | 1 | 1     |

### Спортсмены

#### С учётом всех гонок
38 спортсменов завоевали медали чемпионата мира, 15 из них становились на верхнюю ступень пьедестала почёта. Двенадцать биатлонистов завоевали свои первые медали, трое из них стали золотыми медалистами. Ещё 4 спортсмена, ранее завоевавшие серебряные и бронзовые медали, также добавили в свои копилки по «золоту».
23 спортсмена завоевали по одной медали, 11 по две, 1 человек — три, и 3 биатлониста — Уле-Эйнар Бьёрндален, Кати Вильхельм и Ольга Зайцева по четыре, они также единственные, кто завоевали более одной золотой медали. Хелена Юнссон — единственная, кому удалось завоевать полный комплект медалей чемпионата (золотую, серебряную и бронзовую).
| Место | Спортсмен                 |   |   |   | Всего |
| ----- | ------------------------- | - | - | - | ----- |
| 1     | Уле-Эйнар Бьёрндален      | 4 | - | - | 4     |
| 2     | Кати Вильхельм            | 2 | 2 | - | 4     |
| 3     | Ольга Зайцева             | 2 | - | 2 | 4     |
| 4     | Хелена Юнссон             | 1 | 1 | 1 | 3     |
| 5     | Доминик Ландертингер      | 1 | 1 | - | 2     |
| -     | Ларс Бергер               | 1 | 1 | - | 2     |
| 7     | Халвар Ханевольд          | 1 | - | 1 | 2     |
| -     | Мари-Лор Брюне            | 1 | - | 1 | 2     |
| -     | Сильви Бекар              | 1 | - | 1 | 2     |
| 10    | Светлана Слепцова         | 1 | - | - | 1     |
| -     | Анна Булыгина             | 1 | - | - | 1     |
| -     | Ольга Медведцева          | 1 | - | - | 1     |
| -     | Симон Фуркад              | 1 | - | - | 1     |
| -     | Венсан Дефран             | 1 | - | - | 1     |
| -     | Эмиль-Хейле Свендсен      | 1 | - | - | 1     |
| 16    | Кристоф Зуман             | - | 2 | - | 2     |
| 17    | Симона Хаусвальд          | - | 1 | 1 | 2     |
| -     | Кристоф Штефан            | - | 1 | 1 | 2     |
| -     | Андреа Хенкель            | - | 1 | 1 | 2     |
| 20    | Максим Чудов              | - | 1 | - | 1     |
| -     | Анна-Карин Улофссон-Зидек | - | 1 | - | 1     |
| -     | Карл-Юхан Бергман         | - | 1 | - | 1     |
| -     | Давид Экхольм             | - | 1 | - | 1     |
| -     | Мартина Бек               | - | 1 | - | 1     |
| -     | Магдалена Нойнер          | - | 1 | - | 1     |
| -     | Тея Грегорин              | - | 1 | - | 1     |
| -     | Анастасия Кузьмина        | - | 1 | - | 1     |
| -     | Даниэль Мезотич           | - | 1 | - | 1     |
| -     | Симон Эдер                | - | 1 | - | 1     |
| 30    | Арнд Пайффер              | - | - | 2 | 2     |
| -     | Михаэль Грайс             | - | - | 2 | 2     |
| 32    | Александр Ус              | - | - | 1 | 1     |
| -     | Тура Бергер               | - | - | 1 | 1     |
| -     | Яков Фак                  | - | - | 1 | 1     |
| -     | Иван Черезов              | - | - | 1 | 1     |
| -     | Сандрин Байи              | - | - | 1 | 1     |
| -     | Мари Дорен                | - | - | 1 | 1     |
| -     | Михаэль Рёш               | - | - | 1 | 1     |

#### Без учёта эстафетных гонок
Только 17-и спортсменам из 38-и удалось завоевать медали в личных гонках. Пять спортсменов стали обладателями золотых медалей, и только четырём из них удалось попасть в призёры более одного раза.
| Место | Страна               |   |   |   | Всего |
| ----- | -------------------- | - | - | - | ----- |
| 1     | Уле-Эйнар Бьёрндален | 3 | - | - | 3     |
| 2     | Кати Вильхельм       | 2 | 1 | - | 3     |
| 3     | Ольга Зайцева        | 1 | - | 2 | 3     |
| 4     | Хелена Юнссон        | 1 | - | 1 | 2     |
| 5     | Доминик Ландертингер | 1 | - | - | 1     |
| 6     | Максим Чудов         | - | 1 | - | 1     |
| -     | Кристоф Зуман        | - | 1 | - | 1     |
| -     | Симона Хаусвальд     | - | 1 | - | 1     |
| -     | Ларс Бергер          | - | 1 | - | 1     |
| -     | Кристоф Штефан       | - | 1 | - | 1     |
| -     | Тея Грегорин         | - | 1 | - | 1     |
| -     | Анастасия Кузьмина   | - | 1 | - | 1     |
| 13    | Иван Черезов         | - | - | 1 | 1     |
| -     | Халвар Ханевольд     | - | - | 1 | 1     |
| -     | Александр Ус         | - | - | 1 | 1     |
| -     | Тура Бергер          | - | - | 1 | 1     |
| -     | Яков Фак             | - | - | 1 | 1     |

## Таблица призовых мест
| Дисциплина                            | Золото                                                                          | Серебро                                                                        | Бронза                                                              |
| ------------------------------------- | ------------------------------------------------------------------------------- | ------------------------------------------------------------------------------ | ------------------------------------------------------------------- |
| Спринт, 7.5 км, женщины               | Кати Вильхельм                                                                  | Симона Хаусвальд                                                               | Ольга Зайцева                                                       |
| Спринт, 10 км, мужчины                | Уле-Эйнар Бьёрндален                                                            | Ларс Бергер                                                                    | Халвар Ханевольд                                                    |
| Преследование, 10 км, женщины         | Хелена Юнссон                                                                   | Кати Вильхельм                                                                 | Ольга Зайцева                                                       |
| Преследование, 12.5 км, мужчины       | Уле-Эйнар Бьёрндален                                                            | Максим Чудов                                                                   | Александр Ус                                                        |
| Индивидуальная гонка, 20 км, мужчины  | Уле-Эйнар Бьёрндален                                                            | Кристоф Штефан                                                                 | Яков Фак                                                            |
| Индивидуальная гонка, 15 км, женщины  | Кати Вильхельм                                                                  | Тея Грегорин                                                                   | Тура Бергер                                                         |
| Смешанная эстафета, 2X6 км + 2X7.5 км | Франция Мари-Лор Брюне Сильви Бекар Венсан Дефран Симон Фуркад                  | Швеция Хелена Юнссон Анна-Карин Улофссон-Зидек Давид Экхольм Карл-Юхан Бергман | Германия Андреа Хенкель Симона Хаусвальд Арнд Пайффер Михаэль Грайс |
| Масс-старт, 15 км, мужчины            | Доминик Ландертингер                                                            | Кристоф Зуман                                                                  | Иван Черезов                                                        |
| Эстафета, 4х6 км, женщины             | Россия Светлана Слепцова Анна Булыгина Ольга Медведцева Ольга Зайцева           | Германия Мартина Бек Магдалена Нойнер Андреа Хенкель Кати Вильхельм            | Франция Мари-Лор Брюне Сильви Бекар Мари Дорен Сандрин Байи         |
| Масс-старт, 12.5 км, женщины          | Ольга Зайцева                                                                   | Анастасия Кузьмина                                                             | Хелена Юнссон                                                       |
| Эстафета, 4X7.5 км, мужчины           | Норвегия Эмиль-Хейле Свендсен Ларс Бергер Халвар Ханевольд Уле-Эйнар Бьёрндален | Австрия Даниэль Мезотич Симон Эдер Доминик Ландертингер Кристоф Зуман          | Германия Михаэль Рёш Кристоф Штефан Арнд Пайффер Михаэль Грайс      |

## Результаты

### Спринтерские гонки (14 февраля)

#### Женщины
| Место             | Спортсменка        | Промахи | Время   |
| ----------------- | ------------------ | ------- | ------- |
|                   | Кати Вильхельм     | 0+0     | 21:11.1 |
|                   | Симона Хаусвальд   | 0+0     | +9.9    |
|                   | Ольга Зайцева      | 0+0     | +27.1   |
| 4                 | Анна Булыгина      | 0+0     | +53.3   |
| 5                 | Хелена Юнссон      | 1+0     | +54.7   |
| 6                 | Андреа Хенкель     | 1+1     | +55.0   |
| 7                 | Анастасия Кузьмина | 0+1     | +1:07.3 |
| 8                 | Магдалена Нойнер   | 2+1     | +1:08.5 |
| 9                 | Ольга Назарова     | 0+1     | +1:26.3 |
| 10                | Сандрин Байи       | 1+0     | +1:27.0 |
| Финишный протокол |                    |         |         |

Некоторые факты
- В жёлтой майке лидера общего зачёта вышла Кати Вильхельм, вместо снятой с соревнований Екатерины Юрьевой.
- Симона Хаусвальд завоевала свою первую личную медаль чемпионата мира. До этого она дважды становилась обладательницей «бронзы» в эстафетах.
- Мать Симоны Хаусвальд родом из Южной Кореи.
- Ольга Зайцева показала свой лучший результат в сезоне[6].
- В гонке приняли участие 4 чемпионки мира предыдущих лет в этой дисциплине — Кати Вильхельм (2001), Сильви Бекар (2003), Магдалена Нойнер (2007) и Андреа Хенкель (2008).

#### Мужчины
| Место             | Спортсмен            | Промахи | Время   |
| ----------------- | -------------------- | ------- | ------- |
|                   | Уле-Эйнар Бьёрндален | 1+1     | 24:16.5 |
|                   | Ларс Бергер          | 1+1     | +1.2    |
|                   | Халвар Ханевольд     | 0+0     | +12.5   |
| 4                 | Александр Ус         | 1+0     | +24.6   |
| 5                 | Максим Чудов         | 0+0     | +29.1   |
| 6                 | Симон Фуркад         | 0+1     | +50.1   |
| 7                 | Михаэль Грайс        | 1+1     | +53.7   |
| 8                 | Симон Эдер           | 0+1     | +59.2   |
| 9                 | Симон Халленбартер   | 1+0     | +1:11.9 |
| 10                | Янез Марич           | 1+0     | +1:19.0 |
| Финишный протокол |                      |         |         |

Некоторые факты
- Лидер общего зачёта Эмиль-Хейле Свендсен решил не стартовать в спринте и преследовании из-за плохого самочувствия[7]. Вместо него участие в гонке принял Ларс Бергер, который стал 2-м.
- Впервые с 1990 года, первые четыре места в гонке чемпионата мира заняли представители одной страны. Ранее это удавалось сборным СССР (трижды) и ГДР (однажды).
- Уле-Эйнар Бьёрндален стал одиннадцатикратным чемпионом мира, таким образом, он повторил рекорд Франка Лука и Александра Тихонова[8].
- Халвар Ханевольд стал призёром чемпионата мира в 39 лет.
- По итогам гонки Томаш Сикора вернул себе лидерство в общем зачёте и удержал первое место в спринтерской классификации.
- В гонке приняли участие только 2 чемпиона мира предыдущих лет в этой дисциплине — Уле-Эйнар Бьёрндален (чемпион мира 2003, 2005, 2007) и Максим Чудов (2008).
- Андреас Бирнбахер из-за вирусной инфекции снялся с соревнований[9].

### Гонки преследования (15 февраля)

#### Женщины
| Место             | Спортсменка        | Промахи | Время   |
| ----------------- | ------------------ | ------- | ------- |
|                   | Хелена Юнссон      | 2+0+0+0 | 34:12.3 |
|                   | Кати Вильхельм     | 1+1+3+1 | +18.3   |
|                   | Ольга Зайцева      | 0+3+1+2 | +24.1   |
| 4                 | Кайса Мякярайнен   | 1+0+1+0 | +36.9   |
| 5                 | Дарья Домрачева    | 1+0+1+0 | +39.1   |
| 6                 | Мартина Бек        | 0+0+1+1 | +46.7   |
| 7                 | Мари-Лор Брюне     | 0+0+0+0 | +54.9   |
| 8                 | Наталья Левченкова | 0+0+1+0 | +1:14.8 |
| 9                 | Тура Бергер        | 0+0+1+2 | +1:15.9 |
| 10                | Вероника Виткова   | 1+0+0+1 | +1:16.8 |
| Финишный протокол |                    |         |         |

Некоторые факты
- Хелена Юнссон принесла первую золотую медаль для Швеции в личной гонке с 2001 года.
- Чемпионка мира 2008 в данной дисциплине Андреа Хенкель была дисквалифицирована перед гонкой за то, что после спринта не разрядила винтовку, и та выстрелила в оружейной комнате[10].
- Дарья Домрачева по итогам гонки поднялась с 53-го на 5-е место.
- Возглавлявшая гонку перед последним огневым рубежом Магдалена Нойнер, совершила четыре промаха, а на одном из последних спусков упала.
- В гонке приняли участие 3 чемпионки мира предыдущих лет в этой дисциплине — Сандрин Байи (2003), Мартина Глагов (2003) и Магдалена Нойнер (2007).

#### Мужчины
| Место             | Спортсмен            | Промахи | Время   |
| ----------------- | -------------------- | ------- | ------- |
|                   | Уле-Эйнар Бьёрндален | 0+2+0+2 | 31:46.7 |
|                   | Максим Чудов         | 0+0+1+2 | +41.7   |
|                   | Александр Ус         | 0+0+2+1 | +52.8   |
| 4                 | Томаш Сикора         | 0+0+2+1 | +1:33.4 |
| 5                 | Ларс Бергер          | 2+3+1+2 | +1:52.9 |
| 6                 | Халвар Ханевольд     | 0+1+3+1 | +2:06.9 |
| 7                 | Андрей Дериземля     | 0+1+2+1 | +2:09.8 |
| 8                 | Мартин Фуркад        | 0+0+2+2 | +2:20.9 |
| 9                 | Михаэль Рёш          | 0+1+2+1 | +2:29.2 |
| 10                | Симон Фуркад         | 2+1+2+1 | +2:31.7 |
| Финишный протокол |                      |         |         |

Некоторые факты
- После финиша выяснилось, что Уле-Эйнар Бьёрндален и ещё около десяти спортсменов нарушили правила. Сразу после старта вместо того, чтобы объехать мост, спортсмены проехали по нему. После финиша всем этим спортсменам было начислено по штрафной минуте, и в результате на первое место переместился Максим Чудов, на второе — Александр Ус, а на третье — Уле-Эйнар Бьёрндален. Спустя 3 часа апелляционное жюри приняло решение не штрафовать спортсменов на одну минуту[11], обосновывая решение тем, что они не получили никакого преимущества[12]. Хотя российской стороной были произведены измерения, и выяснилось, что дистанция была сокращена на 10 метров. 6 марта СБР направил официальный запрос в Международный союз биатлонистов о награждении Максима Чудова второй золотой медалью, не отменяя результатов гонки[13]. Но 24 мая на заседании Исполкома IBU запрос российской стороны не был удовлетворён[14].
- Уле-Эйнар Бьёрндален стал двенадцатикратным чемпионом мира, обойдя по этому показателю Франка Лука и Александра Тихонова[11].
- Эта победа стала для Бьёрндалена 86-й в биатлоне и лыжных гонках (85 и 1 соответственно) и по этому показателю он теперь занимает первое место среди всех спортсменов лыжных видов спорта, вместе с шведским горнолыжником Ингемаром Стенмарком.
- Уле-Эйнар Бьёрндален полностью провёл гонку от старта до финиша на первой позиции[15].
- Из-за поданных протестов на пересмотр результатов церемония награждения была перенесена на 17 февраля[16].
- Максим Чудов стал третий раз подряд серебряным призёром в преследовании в рамках чемпионатов мира.
- В гонке принял участие только один чемпион мира предыдущих лет в этой дисциплине — Уле-Эйнар Бьёрндален (2005, 2007, 2008), при этом Уле-Эйнар завоевал четвёртое золото подряд в преследовании в рамках чемпионатов мира[17].
- В третий раз подряд Уле-Эйнар Бьёрндален и Максим Чудов занимают 1-е и 2-е место соответственно в гонке преследования на чемпионатах мира (2007, 2008, 2009).

### Индивидуальные гонки

#### Мужчины (17 февраля)
| Место             | Спортсмен            | Промахи | Время   |
| ----------------- | -------------------- | ------- | ------- |
|                   | Уле-Эйнар Бьёрндален | 0+0+2+1 | 52:28.0 |
|                   | Кристоф Штефан       | 1+0+0+0 | +14.1   |
|                   | Яков Фак             | 0+0+0+1 | +17.1   |
| 4                 | Симон Фуркад         | 0+0+1+1 | +18.0   |
| 5                 | Давид Экхольм        | 0+1+0+0 | +26.3   |
| 6                 | Доминик Ландертингер | 0+0+1+1 | +36.0   |
| 7                 | Иван Черезов         | 0+0+0+1 | +37.8   |
| 8                 | Андрей Дериземля     | 1+0+0+1 | +39.1   |
| 9                 | Томаш Сикора         | 0+2+1+1 | +44.9   |
| 10                | Максим Чудов         | 2+0+0+0 | +49.3   |
| Финишный протокол |                      |         |         |

Некоторые факты
- Уле-Эйнар Бьёрндален стал тринадцатикратным чемпионом мира[18].
- Уле-Эйнар Бьёрндален впервые стал чемпионом мира в индивидуальной гонке (в 2008 году был вторым)[18].
- Уле-Эйнар Бьёрндален стал первым биатлонистом, кто смог одержать победы в четырёх различных дисциплинах личных гонок[18].
- Кристоф Штефан завоевал свою первую медаль чемпионата мира.
- Яков Фак сенсационно стал бронзовым призёром, тем самым добыв для Хорватии первую в истории медаль чемпионата мира.
- В гонке приняли участие 4 чемпиона мира предыдущих лет в этой дисциплине — Томаш Сикора (1995), Пааво Пуурунен (2001), Халвар Ханевольд (2003), Роман Досталь (2005). Эмиль-Хейле Свендсен (2008) был заявлен на гонку, но не стартовал.

#### Женщины (18 февраля)
| Место             | Спортсменка               | Промахи | Время   |
| ----------------- | ------------------------- | ------- | ------- |
|                   | Кати Вильхельм            | 0+1+0+0 | 44:03.1 |
|                   | Тея Грегорин              | 0+0+0+1 | +39.5   |
|                   | Тура Бергер               | 0+0+0+1 | +46.5   |
| 4                 | Анна-Карин Улофссон-Зидек | 0+1+0+1 | +58.6   |
| 5                 | Вероника Виткова          | 0+0+0+1 | +1:20.8 |
| 6                 | Елена Хрусталёва          | 0+0+0+0 | +1:29.3 |
| 7                 | Ева Тофалви               | 0+0+1+0 | +1:29.9 |
| 8                 | Хелена Юнссон             | 0+0+2+0 | +1:42.5 |
| 9                 | Сандрин Байи              | 0+0+0+0 | +1:49.4 |
| 10                | Андреа Хенкель            | 0+2+0+1 | +1:51.1 |
| Финишный протокол |                           |         |         |

Некоторые факты
- Лучшим результатом Теи Грегорин в карьере до этой гонки являлось 4-е место, при этом, в нынешнем сезоне её лучшим результатом являлось 18-е место в преследовании.
- Елена Хрусталёва повторила свой лучший результат, шестой она также финишировала в Антольце, в сезоне 2001/2002, выступая за Беларусь.
- В гонке приняли участие 2 чемпионки мира предыдущих лет в этой дисциплине — Ольга Медведцева (2004) и Андреа Хенкель (2005).

### Смешанная эстафета (19 февраля)
| Место             | Страна/Спортсмен                                                               | Промахи              | Время      |
| ----------------- | ------------------------------------------------------------------------------ | -------------------- | ---------- |
|                   | Франция Мари-Лор Брюне Сильви Бекар Венсан Дефран Симон Фуркад                 | 0+6 0+1 0+1 0+2      | 1:10:30.08 |
|                   | Швеция Хелена Юнссон Анна-Карин Улофссон-Зидек Давид Экхольм Карл-Юхан Бергман | 0+3 0+0 0+1 0+0 0+2  | +6.2       |
|                   | Германия Андреа Хенкель Симона Хаусвальд Арнд Пайффер Михаэль Грайс            | 0+11 0+2 0+3 0+2 0+4 | +9.0       |
| 4                 | Норвегия Тура Бергер Анне Ингстадбьёрг Ларс Бергер Уле-Эйнар Бьёрндален        | 1+10 0+0 1+5 0+2 0+3 | +52.7      |
| 5                 | Россия Светлана Слепцова Ольга Зайцева Иван Черезов Максим Чудов               | 0+11 0+3 0+3 0+2     | +1:09.5    |
| Финишный протокол |                                                                                |                      |            |

Некоторые факты
- Сборная Франции впервые выиграла смешанную эстафету.
- За пять лет вхождения смешанной эстафеты в программу чемпионата мира, четыре сборных становились в ней чемпионами.
- Симон Фуркад и Мари-Лор Брюне впервые стали чемпионами мира.
- Арнд Пайффер и Давид Экхольм первый раз поднялись на подиум чемпионата мира.
- Венсан Дефран, Сандрин Байи и Михаэль Грайс завоевали свои третьи медали в смешанной эстафете.
- В гонке приняли участие 5 чемпионов мира предыдущих лет в этой дисциплине — Иван Черезов (2005), Хелена Юнссон, Анна-Карин Улофссон-Зидек, Карл-Юхан Бергман (все 2007), Михаэль Грайс (2008).

### Масс-старты

#### Мужчины (21 февраля)
| Место             | Спортсмен            | Промахи | Время    |
| ----------------- | -------------------- | ------- | -------- |
|                   | Доминик Ландертингер | 2+0+0+1 | 38:32.58 |
|                   | Кристоф Зуман        | 2+0+0+1 | +8.9     |
|                   | Иван Черезов         | 2+0+0+0 | +13.9    |
| 4                 | Уле-Эйнар Бьёрндален | 1+0+0+2 | +21.1    |
| 5                 | Михаэль Рёш          | 1+0+1+2 | +34.7    |
| 6                 | Томаш Сикора         | 1+2+0+2 | +36.5    |
| 7                 | Максим Чудов         | 1+0+2+1 | +45.9    |
| 8                 | Симон Эдер           | 1+0+0+1 | +50.6    |
| 9                 | Симон Фуркад         | 2+1+0+0 | +52.8    |
| 10                | Кристиан де Лоренци  | 0+0+1+2 | +53.5    |
| Финишный протокол |                      |         |          |

Некоторые факты
- Доминик Ландертингер впервые в карьере стал победителем в личной гонке.
- Всем трём призёрам ранее никогда не удавалось завоёвывать медали чемпионатов мира в личных гонках.
- До этого успеха австрийские спортсмены последний раз поднимались на подиум личной гонки в рамках чемпионата мира в 2000 году. Тогда Вольфганг Роттманн и Людвиг Гредлер также заняли первые две позиции.
- Австрия стала всего лишь пятой страной, которой удалось завоевать медали в мужском масс-старте.
- Уле-Эйнар Бьёрндален перед последним огневым рубежом выигрывал у ближайших конкурентов 30 секунд.
- В гонке приняли участие 3 из 5 чемпионов мира предыдущих лет в этой дисциплине — Уле-Эйнар Бьёрндален (2003, 2005), Михаэль Грайс (2007) и Эмиль-Хейле Свендсен (2008).
- Иван Черезов впервые в своей карьере выиграл личную медаль чемпионата мира.

#### Женщины (22 февраля)
| Место             | Спортсменка        | Промахи | Время    |
| ----------------- | ------------------ | ------- | -------- |
|                   | Ольга Зайцева      | 0+0+1+1 | 34:18.34 |
|                   | Анастасия Кузьмина | 0+0+1+1 | +7.5     |
|                   | Хелена Юнссон      | 0+0+1+1 | +12.3    |
| 4                 | Вита Семеренко     | 0+0+0+0 | +34.6    |
| 5                 | Андреа Хенкель     | 0+0+2+2 | +35.2    |
| 6                 | Дарья Домрачева    | 0+0+2+0 | +44.0    |
| 7                 | Магдалена Нойнер   | 2+0+1+2 | +50.1    |
| 8                 | Мари-Лор Брюне     | 0+1+0+1 | +51.8    |
| 9                 | Ольга Медведцева   | 0+1+2+0 | +53.7    |
| Финишный протокол |                    |         |          |

Некоторые факты
- Ольга Зайцева завоевала свою первую личную золотую медаль чемпионата мира.
- Анастасия Кузьмина впервые в карьере поднялась на подиум во взрослых соревнованиях.
- Анастасия Кузьмина завоевала для Словакии вторую медаль в истории.
- Завоевавшая на этом чемпионате мира две золотых медали Кати Вильхельм, в масс-старте финишировала последней.
- В гонке приняли участие 2 чемпионки мира предыдущих лет в этой дисциплине — Андреа Хенкель (2007) и Магдалена Нойнер (2008).

### Эстафетные гонки

#### Женщины (21 февраля)
| Место             | Страна/Спортсменка                                                    | Промахи              | Время     |
| ----------------- | --------------------------------------------------------------------- | -------------------- | --------- |
|                   | Россия Светлана Слепцова Анна Булыгина Ольга Медведцева Ольга Зайцева | 0+9 0+2 0+3 0+1      | 1:13:12.9 |
|                   | Германия Мартина Бек Магдалена Нойнер Андреа Хенкель Кати Вильхельм   | 3+14 0+2 2+5 0+2 1+5 | +1:15.1   |
|                   | Франция Мари-Лор Брюне Сильви Бекар Мари Дорен Сандрин Байи           | 1+13 0+1 0+5 0+3 1+4 | +1:27.5   |
| Финишный протокол |                                                                       |                      |           |

Некоторые факты
- Российская команда смогла победить в эстафете после двух лет не попадания на подиум, при этом лишившись перед чемпионатом мира двух своих лидеров.
- Немецкие девушки попадают на подиум эстафетной гонки уже 12-й раз подряд в рамках чемпионатов мира.
- Последние три чемпионата мира Германия выставляет на эстафету один и тот же состав.
- Ольга Медведцева завоевала четвёртую золотую медаль в эстафетах.
- Анна Булыгина и Мари Дорен завоевали свои первые медали чемпионата мира.
- Итальянка Микела Понца, украинка Елена Пидгрушная и россиянка Светлана Слепцова упали на самом старте. Понца получила травму и не смогла продолжить гонку, Украина сошла с дистанции на втором этапе, а россиянка стала чемпионкой мира.
- В гонке приняли участие 6 чемпионок мира предыдущих лет в этой дисциплине — Ольга Медведцева (2000, 2001, 2005), Ольга Зайцева (2005), Мартина Бек, Андреа Хенкель, Магдалена Нойнер, Кати Вильхельм (все 2007, 2008).

#### Мужчины (22 февраля)
| Место             | Страна/Спортсмен                                                                | Промахи              | Время     |
| ----------------- | ------------------------------------------------------------------------------- | -------------------- | --------- |
|                   | Норвегия Эмиль-Хейле Свендсен Ларс Бергер Халвар Ханевольд Уле-Эйнар Бьёрндален | 2+9 1+3 1+3 0+0 0+3  | 1:08:04.1 |
|                   | Австрия Даниэль Мезотич Симон Эдер Доминик Ландертингер Кристоф Зуман           | 0+7 0+1 0+1 0+3 0+2  | +12.6     |
|                   | Германия Михаэль Рёш Кристоф Штефан Арнд Пайффер Михаэль Грайс                  | 0+10 0+2 0+4 0+1 0+3 | +32.6     |
| Финишный протокол |                                                                                 |                      |           |

Некоторые факты
- Норвежские мужчины выиграли эстафету на чемпионате мира всего лишь второй раз за последние 30 лет.
- Австрийцы второй раз в истории выиграли медаль чемпионата мира в эстафете.
- Германия третий раз подряд завоёвывает «бронзу» в эстафете.
- Россия, победившая на двух последних первенствах мира одним и тем же составом, вынужденно заменила двух человек и стала только шестой.
- В гонке приняли участие 6 чемпионов мира предыдущих лет в этой дисциплине — Венсан Дефран (2001), Михаэль Грайс (2004), Халвар Ханевольд, Уле-Эйнар Бьёрндален (оба 2005), Иван Черезов, Максим Чудов (оба 2007, 2008),